# Одбачено сироче
Одбачено сироче (хинд. उड़ान) индијска је сапуница која се снима од 2014.
У Србији је током 2015. и 2016. приказивана на телевизији Прва.
Емитовање серије прекинуто је након 235 епизода на телевизији Прва, док је на кабловском каналу Прва ворлд емитовање прекинуто након 260 епизода.

## Радња
Ово је потресна драма о девојчици Чакор коју су родитељи продали богаташима још пре њеног рођења. Серија је урађена са намером да укаже на озбиљне проблеме индијског друштва - дужничко ропство и продају деце у индијским селима. Главна јунакиња Чакор је симбол неостварене наде многобројних Индијаца, који су принуђени на примитиван дужнички рад. Продата је још као нерођена беба, због новца, и одраста као и свако друго дете, недирнуто страхотама света у коме је рођена. Све се мења када Чакор једног дана пошаљу у велелепну вилу која постаје заправо њен затвор. Када скупи храброст за бег и врати се у свој дом, очекујући мајчинску љубав и очеву бригу, срце јој се слама када схвати да су управо они главни кривци њене патње.

## Улоге
| Глумац                     | Улога                              |
| -------------------------- | ---------------------------------- |
| Спандан Чатурведи          | Чакор                              |
| Саи Балал                  | Камалнарајан Рајванши              |
| Прачи Патхак               | Теђасвини Рајванши                 |
| Јаш Мистри                 | Адитја Рават                       |
| Гини Вирди                 | Ранџана Рајванши                   |
| Мони Раи                   | Манохар Рајванши                   |
| Навин Шарма                | Роки                               |
| Пракаш Рамчандани          | Лакан                              |
| Дардан Гурџар Анмол Јиотир | Сурађ Рајванши                     |
| Винит Раина                | Арџун Кана                         |
| Шитал Пандја               | Баги Арџун Кана                    |
| Сухасини Мулај             | Шакунтала Рајванши                 |
| Рома Бали                  | Ваибави Дешмук                     |
| Саи Деодар                 | Кастури Битија                     |
| Рајив Кумар                | Буван                              |
| Ваишнави Шукла             | Рагини Рајванши                    |
| Ташин Шах                  | Имли                               |
| Сухасини Мулај             | Шакундтала Рајванши                |
| Шаранија Бијлани           | улога модела                       |
| Виђеј Аидасани             | Самаритан Прабакар Рават           |
| Долфин Двиведи             | Аба Ишвар Рават                    |
| Нишикант Диксит            | директор                           |
| Ниша Парик                 | Лали                               |
| Дип Каур                   | Сварна Рават                       |
| Сандип Басвана             | Ишвар Рават                        |
| Видја Балан                | сама себе (специјално појављивање) |